# Narcís Gelats i Durall
Narcís Gelats i Durall (Lloret de Mar, 1846 - l'Havana, 29 d'abril de 1929) fou un comerciant, banquer i benefactor català que s'instal·là a Cuba l'any 1860. Va començar a treballar en el comerç de sabates i articles de pell; i en la Guerra dels 10 anys va fer fortuna venent els seus productes a l'exèrcit espanyol.
El 1876 va fundar amb el seu germà Joan i el seu oncle Josep Durall i Maig, la Casa Bancaria de Narcís Gelats i Cia «Banco Gelats» dedicat al finançament del comerç importador encara que també acceptava dipòsits, feia prèstecs hipotecaris i finançava la indústria naviliera cubana. Va evitar el finançament de la indústria del sucre, fet que, juntament amb les seves connexions nord-americanes el van salvar del crack d'octubre de 1920. També fou el banc de la Santa Seu al país.
Va crear una empresa naviliera i fou president de la companyia de cervesa «La Tropical» i de «l'Havana Clearning House». Durant el període 1908-1913 fou vicepresident de l'Associació de Bancs i Banquers de Cuba, regidor de l'ajuntament de l'Havana i president de la Cambra de Comerç, Indústria i Navegació de Cuba. Va impulsar la reforma de la legislació ferroviària, la legislació bancària, amb la reestructuració dels aranzels de duanes, i la protecció del tabac, el sucre i altres productes de l'illa. Fou president de la Societat de Beneficència de Naturals de Catalunya en el període 1882-83, i, en una darrera etapa, el 1917, a títol honorífic. Aconseguí una gran fortuna i era una persona molt influent, era conegut per les seves donacions i ajudes, especialment a les congregacions d'ensenyament i beneficència, tant a Amèrica com a Catalunya, on envià molts diners a Lloret per restaurar l'església parroquial i altres ermites. El 1925 va rebre un homenatge a Cuba, on van participar polítics, religiosos i intel·lectuals rellevants del país. També fou guardonat pel govern espanyol amb la comanda d'Isabel la Catòlica i per la Santa Seu -creu de Sant Gregori el Gran.